# 张成义
张成义（1945年—），山东郓城人，汉族，中华人民共和国政治人物、第十一届全国人民代表大会黑龙江地区代表。
毕业于吉林大学化学系化学专业，是中共党员。担任黑龙江副省长。后改任黑龙江省人大常委会副主任。2008年起担任全国人大代表。